# Raid Centrale Paris
El denominado Raid CentraleSupélec es un raid itinerante (corrido por estudiantes y profesionales), organizado cada año por alumnos de la Universidad CentraleSupélec, en el que toman parte estudiantes procedentes de toda Europa y empresarios. La asociación Raid CentraleSupélec encargada de organizar dicho raid, fue la primera asociación estudiante francesa en obtener el doble certificado ISO 9001 (respeto del medioambiente) y ISO 14001 (calidad).
Creado en 1999, el Raid se divide en cinco etapas (una por día). Cada etapa contiene carrera a pie por montaña, BTT, además de una « acti-fun tipo » escalada o piragüismo para terminar el día. El recorrido de cada día varia entre 50 a 70 km.
En 2016, el Raid Centrale Paris se ha convertido en el Raid CentraleSupélec después de la fusión entre École Centrale Paris y Supélec.

## El evento
Organizado por estudiantes, se trata de un evento deportivo que exige una preparación física adecuada. Asimismo, para poder correr el Raid, los participantes deberán tener una marca en pruebas determinadas (media maratón) que les asegura un cierto nivel.
Este evento tiene como principal objetivo favorecer el encuentro entre estudiantes y empresarios en un marco deportivo y relajado.

### Las pruebas
Cada año, el Raid se articula alrededor de 3 pruebas maestras :
- carrera a pie
- bicicleta de montaña
- orientación

Esas tres actividades están presentes cada día del Raid, sin embargo cada etapa suele incluir deportes en aguas bravas o deportes de subidas (escalada)
La jornada típica del Raid suele presentarse así :
- Una salida temprana (a veces de noche)
- Un primer tramo de unos 20 km de carrera a pie o de BTT
- Un chek-point donde cada uno puede retomar fuerzas
- Un segundo tramo diferente del anterior
- Otro check-point donde comer
- La « acti-fun » del día
- Un tercer y último tramo

Cada noche tiene lugar una ceremonia para finalizar el día, en ella se suelen presentar los patrocinadores y los equipos compuestos por empresarios. Se aprovecha la ocasión para distribuir los distintos premios del día. El último día de carrera acaba con la ceremonia de terminación con la entrega de premios para los ganadores de la clasificación general.

### La jornada vip
Una jornada vip, menos exigente al nivel físico, permite a los equipos estudiantes encontrarse con los DRH de los patrocinadores del Raid durante la pausa del mediodía, para discutir y/o presentar algunos CV. Por la noche, los DRH están presentes en la meta y el día se acaba con una cena con puestos.

### Algunas cifras
- de 200 a 250 km recorridos en 5 días
- 8000 m de desnivel acumulado
- 220 participantes
- 100 organizadores (Estudiantes de la Universidad CentraleSupélec: 70 de primer año y 30 de segundo año)

## Histoire
El Raid CentraleSupélec fue creado en 1999 bajo el nombre de Raid Total Centrale Paris. Fue una iniciativa de alumnos de la ex Universidad École Centrale Paris, que deseaban organizar un evento deportivo en el que concurrieran estudiantes y profesionales. Poco después, el Raid fue la primera asociación estudiante francesa en obtener la doble certificación ISO 9001 (calidad) y ISO 14001 (medio ambiente). Le Point Etudiant la clasificó hace poco como la décima mejor asociación estudiante de Francia.

### Edición 2012
La decimocuarta edición del Raid Centrale Paris, denominada Val de Durance, tuvo lugar del 22 al 27 de abril, cruzando las ciudades de Guillestre, Chorges, Gap, Curbans, St-Genis y Sisteron.

### Edición 2013
La decimoquinta edición del Raid tuvo lugar esta vez en los Pirineos Orientales. Bautizada Pirineus, fue corrida del 5 al 10 de mayo, pasando por Matemale, Vernet-les-Bains, Prades, Vinça, Maureillas-las-Illas y Collioure.

### Edición 2014
Por primera vez en su historia, el Raid Centrale Paris tuvo lugar en el extranjero, en Suiza, del 27 de abril al 2 de mayo. Para esta decimosexta edición, las principales etapas fueron Château d'Oex, Schwarzsee, Thun, Interlaken, Brienz, acabando en Sarnen.

### Edición 2015
La decimoséptima edición del Raid Centrale Paris, denominada Provençalpes, tuvo lugar del 26 de abril al 1 de mayo, cruzando las ciudades de las Gargantas del Verdon.

### Edición 2016
La decimoctava edición del Raid CentraleSupélec, denominada Arvernis, tuvo lugar del 22 al 27 de abril, cruzando las ciudades de Volvic, Riom y Mont-Dore.

### Lugares de los distintos Raid desde 1999
- 1999 : Queyras
- 2000 : Cévennes
- 2001 : Cévennes
- 2002 : Hautes-Pyrénées (ganadores : estudiantes de l'ENS Cachan)
- 2003 : Gorges du Verdon (ganadores : EDF Septen)
- 2004 : Catalogne - parte francesa (ganadores : estudiantes de l'ENS Cachan, Télécom SudParis, ENSG)
- 2005 : Lac Léman (ganadores : EDF)
- 2006 : Dauphiné-Savoie (ganadores : Plastic Omnium)
- 2007 : Vercors (ganadores : EDF)
- 2008 : Pays Basque – parte francesa (ganadores : Plastic Omnium)
- 2009 : Ardèche (ganadores : IFMA)
- 2010 : Pays Cathare (ganadores : EDF)
- 2011 : Corsa (ganadores : Plastic Omnium)
- 2012 : Val de Durance (ganadores : equipo estudiante/empresa ESSEC-Total)
- 2013 : Pyrénées Orientales (ganadores : estudiantes de KTH)
- 2014 : Suiza (ganadores : Ernst &Young)
- 2015 : Gorges du Verdon (ganadores : Sysnav y estudiantes de Ecole Polytechnique)
- 2016 : Auvergne (ganadores : Sysnav)
- 2017 : Haut-Languedoc

### La jornada aniversario del 10 de abril de 2008
Para su décima edición, el Raid Centrale Paris organizó una jornada especial el 10 de abril de 2008 en la Défense. En ese evento se encontraron muchos participantes de las precedentes ediciones (corredores y miembros del equipo de organización) que pudieron compartir sus experiencias y sus recuerdos. Se aprovechó la ocasión para presentar el Raid a las empresas de esa zona comercial.

## El Prologue
Desde la edición de 2006, se organiza en paralelo al Raid CentraleSupélec, un evento deportivo de un día y medio : el Prologue. Suele tener lugar unos dos meses antes del Raid CentraleSupélec, en una zona no muy lejos de la capital francesa.
Los corredores del Prologue, exclusivamente estudiantes, tendrán que tomar parte en las siguientes pruebas :
- trail de noche
- BTT
- carrera a pie
- unas « actis funs »
- unos check-points
- una ceremonia final

Se trata de una carrera que permite a los participantes prepararse para el Raid y evaluar sus aptitudes físicas (sabiendo que el Raid es una carrera exigente, es mejor conocer sus límites antes de correrlo). El Prologue también puede representar una alternativa a estudiantes que no tienen nivel suficiente para participar al Raid, de vivir una experiencia similar para un día y medio.

### Lugares del Prologue desde 2006
- 2006 : Forêt de Fontainebleau
- 2007 : Forêt de Fontainebleau
- 2008 : Forêt de Rambouillet
- 2009 : Forêt de Fontainebleau
- 2010 : Versailles
- 2011 : Vallée de Chevreuse
- 2012 : Forêt de Chantilly
- 2013 : Parc naturel régional du Gâtinais français[7]
- 2014 : Les Châteaux de la Loire
- 2015 : Suisse Normande
- 2016 : Vallée de Chevreuse

## Organización

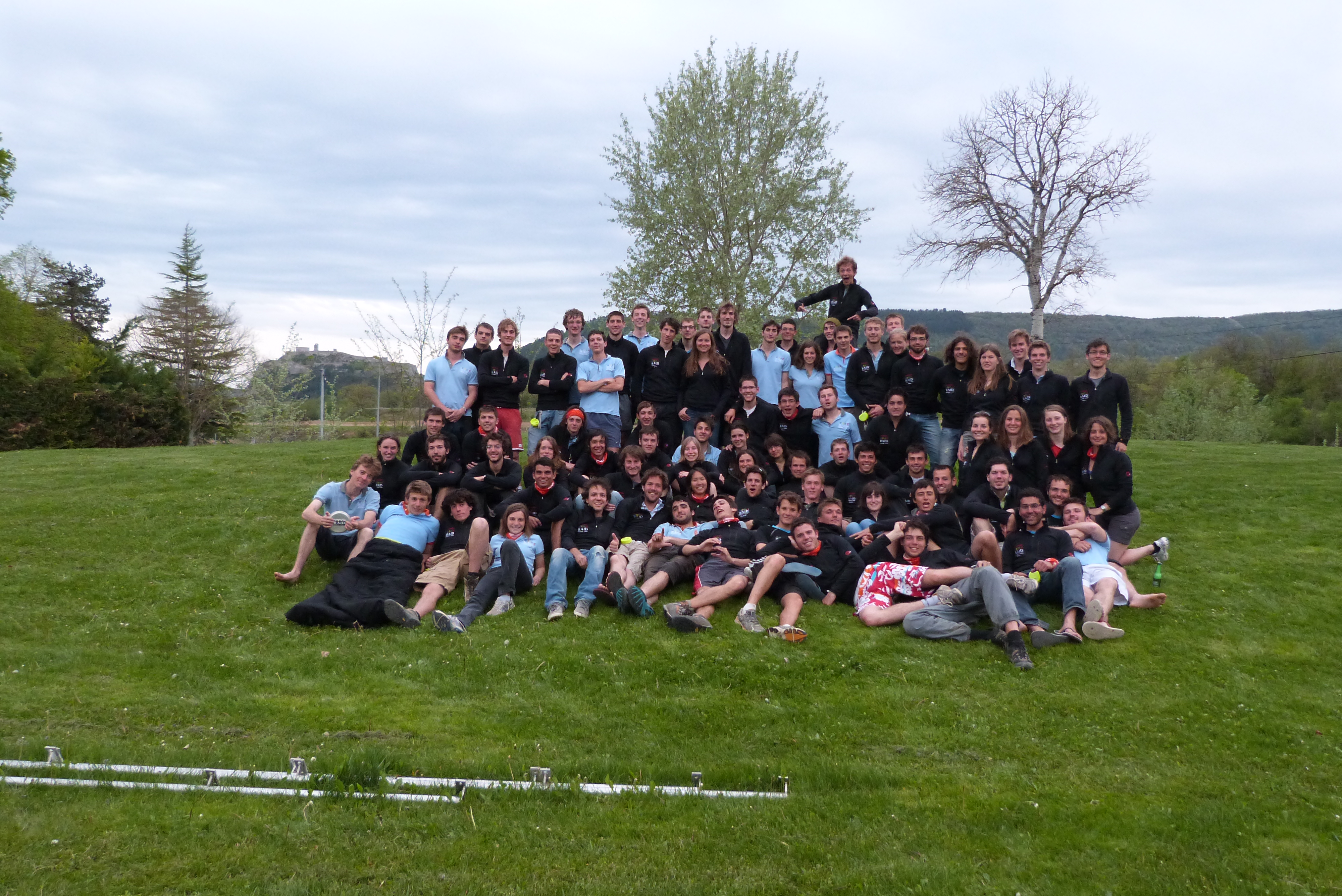
Equipo organizador del Raid CentraleSupélec en 2016

Cada edición es organizada por un equipo diferente, compuesto por unos 30 alumnos de segundo año y unos 70 alumnos de primer año de la Universidad CentraleSupélec.
Todos los miembros de la asociación se reparten en distintos sectores, dirigidos por alumnos de segundo año (itinerarios, prologue, logística, comunicación, empresas...), que se ocupan de organizar un aspecto en particular del Raid.
Durante los cinco de la carrera, se redefinen las tareas para otorgar más responsabilidad a los alumnos de primer año más implicados.
Aproximadamentes un mes después del Raid, se organizan las reversiones cuando los alumnos de primer año toman el relevo de sus mentores.
Desde siempre la organización Raid CentraleSupélec se empeña en mejorar la calidad de su evento. Tales esfuerzos fueron reconocidos en 2009 y recompensados con la atribución de la norma ISO 9001.

### El Raid y el medioambiento
El medioambiente es una de las preocupaciones más sinceras de la asociación Raid CentraleSupélec, pues se incluye cada año una jornada medioambiente en el recorrido. Además, sabiendo que las áreas atravesadas suelen ser protegidas, conviene respetarlas.
Asimismo, el Raid CentraleSupélec está certificado con la norma ISO 14001 desde 2005.
Durante el Raid, hacen lo necesario para asegurar una clasificación sistemática de los residuos además de limitar el consumo en carburante y papel. Parte de nuestros platos y cubiertos desechables, son biodegradables. Cada año realizan un balance carbono para intentar limitar sus consumos en las siguientes ediciones y limitar su impacto sobre el medio ambiente.